# Diệp Vấn: Trận chiến cuối cùng
Diệp Vấn: Trận chiến cuối cùng (chữ Hán: 葉問：終極一戰, tựa tiếng Anh: Ip Man: The Final Fight) là một bộ phim điện ảnh tiểu sử - võ thuật Hồng Kông năm 2013 do Khâu Lễ Đào đạo diễn, có sự tham gia của Huỳnh Thu Sinh, Viên Vịnh Nghi, Trần Tiểu Xuân, Tăng Chí Vĩ và Chung Hân Đồng, dựa trên cuộc đời của võ sư Vịnh Xuân quyền Diệp Vấn. Phim không hề có mối liên hệ gì đến những phim trước về Diệp Vấn, như loạt phim Diệp Vấn của Diệp Vĩ Tín hay Nhất đại tông sư của Vương Gia Vệ.

## Nội dung
Năm 1949, võ sư Vịnh Xuân quyền Diệp Vấn một mình đến Hồng Kông. Ông bắt đầu sự nghiệp dạy võ trên sân thượng của một tòa nhà. Ông thu nhận được vài đệ tử là Đặng Thanh, Lương Song, Trần Tứ Muội, Lý Quỳnh và Uông Đông. Trương Vĩnh Thành, vợ của Diệp Vấn, cũng đến Hồng Kông thăm ông nhưng cô nhanh chóng quay về Phật Sơn vì cuộc sống ở Hồng Kông quá khó khăn. Hai vợ chồng không biết rằng đó là lần cuối cùng họ gặp nhau, vì Vĩnh Thành đột ngột qua đời sau một thời gian cô quay về Phật Sơn.
Diệp Chuẩn, con trai của Diệp Vấn, sau đó cũng đến Hồng Kông thăm ông. Thời gian này Diệp sư phụ mới bắt đầu dạy võ cho con trai mình. Ông tâm sự rằng ông chỉ muốn dạy võ chứ không muốn mở võ đường. Tuy nhiên khi được các đệ tử thuyết phục, ông cuối cùng cũng đồng ý mở võ đường. Diệp sư phụ vướng vào rắc rối với Ngô Trung - võ sư của phái Bạch Hạc, nhưng sau một lần tỉ võ với nhau, hai người trở thành bạn bè. Diệp Vấn còn ra tay giúp đỡ cô gái tên Jenny thoát khỏi hai tên côn đồ, sau vụ đó Jenny đem lòng yêu Diệp Vấn và thường xuyên đến nhà chăm sóc ông.
Đặng Thanh, một trong các đệ tử của Diệp Vấn, làm nghề cảnh sát và được lên chức Trung sĩ. Hai tên tội phạm Địa Đầu Long và Ngụy Bá Thiên đút lót một số tiền cho Đặng Thanh để nhờ anh bao che cho võ đài của chúng hoạt động ở khu Cửu Long Trại Thành. Đặng Thanh đồng ý điều này, anh còn khuyên Uông Đông đến võ đài đấu võ kiếm tiền. Uông Đông đã thắng liên tiếp nhiều trận, nhưng một đêm nọ anh bị bọn tội phạm hãm hại và suýt bị đánh chết. Diệp Vấn cùng với các đệ tử khác đến võ đài để tìm Uông Đông. Đặng Thanh lúc này cũng căm phẫn chống lại Địa Đầu Long và Ngụy Bá Thiên. Một cuộc giao chiến dữ dội diễn ra, Diệp Vấn đánh bại Địa Đầu Long trong khi các đệ tử của ông đánh bại Ngụy Bá Thiên. Đặng Thanh sau đó cho lực lượng cảnh sát chờ sẵn bên ngoài để bắt giữ hai tên tội phạm. Diệp Vấn đã giúp môn võ Vịnh Xuân quyền nổi tiếng trên toàn thế giới, trong số các đệ tử của ông có một người nổi tiếng nhất là Lý Tiểu Long. Diệp sư phụ qua đời vào năm 1972.

## Diễn viên
- Huỳnh Thu Sinh vai Diệp Vấn
- Viên Vịnh Nghi vai Trương Vĩnh Thành
- Tăng Chí Vĩ vai Ngô Trung
- Trần Tiểu Xuân vai Đặng Thanh
- Chung Hân Đồng vai Trần Tứ Muội
- Hồng Thiên Minh vai Lương Song
- Tương Lộ Hà vai Lý Quỳnh
- Châu Định Vũ vai Uông Đông
- Châu Sở Sở vai Jenny
- Trương Tụng Văn vai Diệp Chuẩn
- Hùng Hân Hân vai Địa Đầu Long
- Lư Huệ Quang vai Ngụy Bá Thiên
- Vương Tổ Lam vai Ông Trần
- Chu Tuệ Mẫn vai Sophie
- Liêu Khải Trí vai Lý Diệu Hoa
- Phùng Khắc An vai Người chơi cờ
- Diệp Chuẩn vai Ông chủ cửa hàng tạp hóa
- Vương Tử Hiên vai Nghê Thang (khách mời)